# ジョアン・グラール
ジョアン・ベルキオール・マルケス・グラール（ポルトガル語: João Belchior Marques Goulart、1919年3月1日 - 1976年12月6日）は、ブラジルの政治家・同国大統領。通称ジャンゴ。

## 経歴
ブラジル南部・リオグランデ・ド・スル州のサンボルジャに生まれる。1939年にリオ・グランデ・ド・スル連邦大学法学部を卒業する。
1945年にブラジル労働党からの誘いを受けて入党する。1947年には同郷のヴァルガス前大統領の説得でリオグランデ・ド・スル州立法議会議員選挙に出馬して当選。任期満了後、同州の内務・司法長官を務めた。
1951年の連邦議会下院議員選挙では初当選を果たし、その後も2回再選する。同年1月にはジェトゥリオ・ヴァルガスが再選を果たし、1953年にはグラールが労働商工大臣として初入閣した。

### 副大統領職

1956年1月31日のクビチェック大統領就任式に出席するグラール(右)とネレウ・ラモス前大統領(中央)

1955年の副大統領選挙に出馬し、3,591,409票を獲得して翌年にブラジル連邦共和国副大統領に就任する。
1956年4月、グラールはリチャード・ニクソンの訪問のお返しとして米国を訪れ、そこで共産主義の問題についても議論したが彼の見解では、この問題はブラジル国内の懸案事項であった。しかし、米国にとってはこれは問題であった。この問題は外交面でも軍事面でも彼らに関係していた。米国訪問後、妻とともにカナダを訪れ、非公式にはヨーロッパ、メキシコ、ウルグアイを訪れた。

## 大統領職
1961年9月8日に就任。「統一、民主主義、改革」をモットーとし、非同盟外交を掲げて第三諸国と協力関係を構築した。経済では産業や外資の国有化を進めて価格統制の導入も開始。ソビエト連邦との貿易関係を再開させている。また「抜本改革」と称し、特に農業、教育、税制、選挙、都市、銀行に関しては徹底的にメスを入れ、汚職や腐敗の根絶を目指した。しかし、これらの諸政策は西側諸国の反発にあい、更に軍部からの批判が殺到。1964年4月1日、グラールを危険視し、軍部に共産主義の危険性について警告する回覧を陸軍将校向けに送還していたカステロ・ブランコ将軍がクーデターを起こし、ブラジルは彼の下でグラールが行った政策とは逆の政治姿勢で国家を統治していくこととなった。

## 逸話
あだ名である「ジャンゴ」は、彼を呼ぶ場合に広く使用された。大学時代、梅毒に感染して左膝がほぼ完全に麻痺していたことで知られる。
ビジネスマンの経歴があり、1941年から1945年にかけて牛肉などの牧畜を管理する企業を設立して富を稼いでいた。従業員に対してはとても親切であったという。